# Stoilești (gmina)
Stoilești – gmina w Rumunii, w okręgu Vâlcea. Obejmuje miejscowości Balomireasa, Bârsoiu, Bulagei, Deluneri, Geamăna, Ghiobești, Giuroiu, Izvoru Rece, Malu, Nețești, Obogeni, Stănești, Stoilești, Urși i Vlădulești. W 2011 roku liczyła 3747 mieszkańców.